# Heidrun
Heidrun  è un nome proprio di persona scandinavo femminile.

## Varianti
- Ipocoristici: Heidi
- Islandese: Heiðrún[1]
- Norreno: Heiðrún[1]

## Origine e diffusione

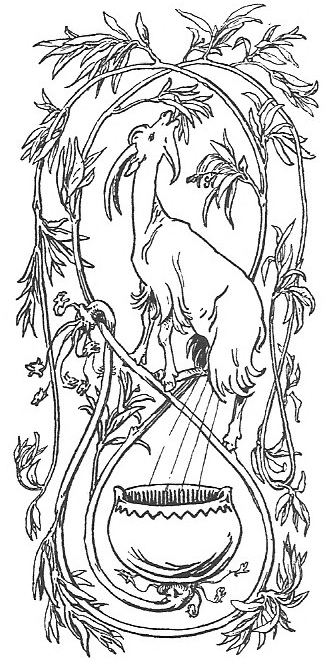
Heidrun in un'illustrazione di Lorenz Frølich

È un nome tratto dalla mitologia norrena, dove Heidrun è la capra che mangia le foglie dell'albero Læraðr (a volte identificato con Yggdrasill), e dalle cui mammelle viene prodotto l'idromele.
Etimologicamente, deriva dal norreno Heiðrún, composto da due termini: il primo potrebbe essere heið ("cielo chiaro", "cielo brillante"), heiðr ("brillante", "chiaro") o anche heiðr (identico al precedente, ma col significato di "pagano"); il secondo potrebbe essere rún ("segreto", da cui anche Runar, Sigrun e Gudrun), rúnar ("storia segreta") o rúna ("amico intimo").

## Onomastico
Il nome è adespota, ovvero non è portato da alcuna santa. L'onomastico ricade dunque il 1º novembre, giorno di Ognissanti.

## Persone
- Heidrun Schleef, sceneggiatrice italiana